# Apaturris expeditionis
Apaturris expeditionis é uma espécie de gastrópode do gênero Apaturris, pertencente a família Borsoniidae.